# Japán tiszafa

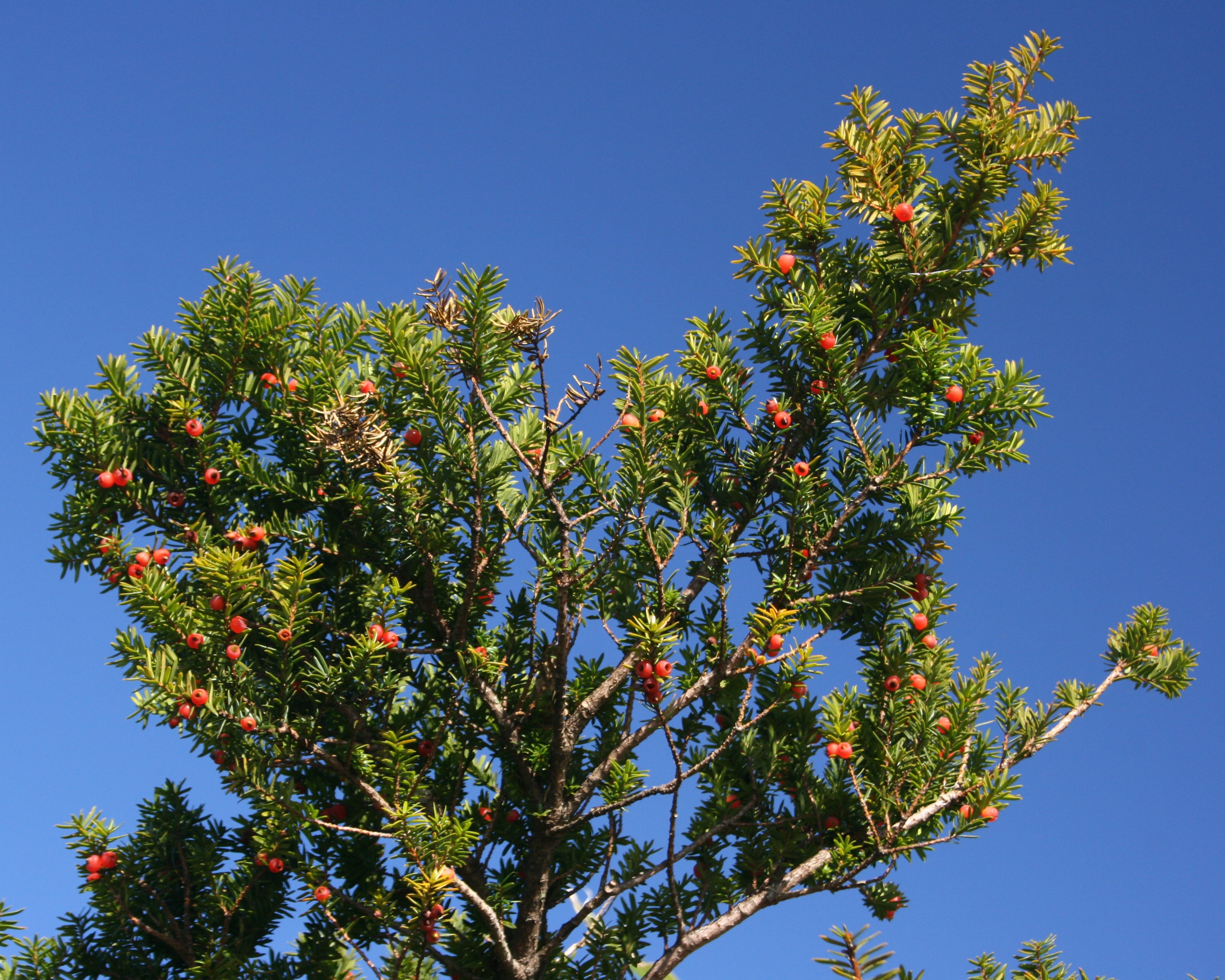
Terméses ágai

A japán tiszafa (Taxus cuspidata) a tiszafafélék (Taxaceae) családjában a névadó tiszafa (Taxus) nemzetség egyik faja.

## Származása, elterjedése
Japánban, Kína északkeleti és Oroszország délkeleti részén, valamint a Koreai-félszigeten honos,

## Megjelenése, felépítése
Eredeti élőhelyén nagy bokor vagy fa.
Csak kevéssé fényes, sötétzöld leveleinek hegye meglehetősen tompa.
Magköpenye (az arillusz) piros.

## Életmódja, termőhelye
Örökzöld. Fagytűrő. Tűlevelei télen vörösesbarnára színeződnek.
Igénytelen. Leginkább félárnyékban érzi jól magát, de napon és árnyékban is jól fejlődik. A talajra sem érzékeny; meszes talajon is jól megél.

## Felhasználása
Többfelé ültetik dísznövénynek, az ezredforduló óta Magyarországon is. Mivel a metszést jól tűrő, az alapfaj (T. cuspidata var. cuspidata) könnyen sövénnyé nyírható. Ugyanezen okból bonszaijá (makrobonszai) is jól nevelhető.
A kertészetekben többnyire az alapfaj kapható, valamint terülő változata:
- T. cuspidata var. nana.[3]

Sárgászöld levelű változatai is ismertek.